# حاتم الحمهامي
حاتم خميس جمال الحمهامي (مواليد 22 أبريل 1994) هو لاعب كرة قدم عماني، يشغل مركز خط الوسط في نادي السويق ضمن الدوري العماني للمحترفين. يمثل المنتخب العماني في المنافسات الدولية، ويُعرف بأدائه المميز ومساهماته الفعالة في خط الوسط.

## المسيرة الاحترافية
في 10 يوليو 2014، وقع حاتم الحمهامي عقدًا لمدة عامين مع نادي النهضة.

### إحصائيات المسيرة الاحترافية
| النادي        | الموسم        | الدوري                   | الدوري    | الدوري  | الكأس     | الكأس   | المسابقات القارية | المسابقات القارية | المسابقات الأخرى | المسابقات الأخرى | المجموع   | المجموع |
| النادي        | الموسم        | الدوري                   | المباريات | الأهداف | المباريات | الأهداف | المباريات         | الأهداف           | المباريات        | الأهداف          | المباريات | الأهداف |
| ------------- | ------------- | ------------------------ | --------- | ------- | --------- | ------- | ----------------- | ----------------- | ---------------- | ---------------- | --------- | ------- |
| نادي السويق   | 2011–12       | الدوري العماني للمحترفين | -         | 0       | -         | 0       | 2                 | 0                 | -                | 0                | -         | 0       |
| نادي السويق   | 2012–13       | الدوري العماني للمحترفين | -         | 1       | -         | 0       | 0                 | 0                 | -                | 0                | -         | 1       |
| نادي السويق   | 2013–14       | الدوري العماني للمحترفين | -         | 0       | -         | 0       | 4                 | 0                 | -                | 0                | -         | 0       |
| نادي السويق   | الإجمالي      | الإجمالي                 | -         | 1       | -         | 0       | 6                 | 0                 | -                | 0                | -         | 1       |
| مجموع المسيرة | مجموع المسيرة | مجموع المسيرة            | -         | 1       | -         | 0       | 6                 | 0                 | -                | 0                | -         | 1       |

## المسيرة الدولية
حاتم هو جزء من تشكيلة الفريق الأول لمنتخب سلطنة عمان لكرة القدم. استُدعِيَ لأول مرة للمنتخب الوطني في عام 2014. وظهر لأول مرة مع عمان في 25 ديسمبر 2013 ضد منتخب البحرين في بطولة بطولة اتحاد غرب آسيا 2014. كما شارك في عدة مباريات ضمن بطولة اتحاد غرب آسيا 2014.

### الأهداف الدولية
تُعرض النتائج مع تسجيل أهداف عمان أولاً.
| الرقم | التاريخ       | الملعب                                        | الخصم  | النتيجة بعد الهدف | النتيجة النهائية | المسابقة    |
| ----- | ------------- | --------------------------------------------- | ------ | ----------------- | ---------------- | ----------- |
| 1.    | 4 أكتوبر 2017 | استاد نادي دبي، دبي، الإمارات العربية المتحدة | الأردن | 1–1               | 1–1              | مباراة ودية |

## الإنجازات

### على مستوى الأندية
- مع نادي السويق

- دوري عمان للمحترفين (1): 2012–13
- كأس السلطان قابوس (1): 2012
- كأس السوبر العماني (1): 2013؛ وصيف 2011

- مع نادي النهضة (عمان)

-   - كأس السوبر العماني (1): 2014.